# 马鬃山苏木
马鬃山苏木是中华人民共和国内蒙古自治区阿拉善盟额济纳旗下辖的一个苏木，因辖区内的马鬃山而得名。马鬃山苏木距离达来呼布镇300多公里，距巴彦浩特镇1100多公里，位于额济纳旗的西部。邮政编码735414。

## 行政区划
马鬃山苏木下辖以下村级行政区划单位：
苏海布拉格嘎查。